# Correia de Freitas
Correia de Freitas é um distrito do município brasileiro de Apucarana, no estado do Paraná.